# Kanton Nangaritza
Der Kanton Nangaritza befindet sich in der Provinz Zamora Chinchipe im Süden von Ecuador an der peruanischen Grenze. Er besitzt eine Fläche von 2023 km². Im Jahr 2020 lag die Einwohnerzahl schätzungsweise bei 8010. Verwaltungssitz des Kantons ist die Ortschaft Guayzimi mit 1771 Einwohnern (Stand 2010). Der Kanton Nangaritza wurde am 26. November 1987 eingerichtet.

## Lage
Der Kanton Nangaritza befindet sich im Süden der Provinz Zamora Chinchipe. Das Gebiet liegt in den östlichen Anden. Der Río Nangaritza durchquert den Kanton in nördlicher Richtung und entwässert dabei das Areal.
Der Kanton Nangaritza grenzt im Westen an die Kantone Palanda und Zamora, im Norden an die Kantone Centinela del Cóndor und Paquisha sowie im Osten und im Süden an Peru.

## Verwaltungsgliederung
Der Kanton Nangaritza ist in die Parroquia urbana („städtisches Kirchspiel“)
- Guayzimi

und in die Parroquias rurales („ländliches Kirchspiel“)
- Nankais
- Nuevo Paraíso
- Zurmi

gegliedert.

## Ökologie
Im äußersten Süden des Kantons befindet sich das Schutzgebiet Reserva Biológica Cerro Plateado. Im Westen des Kantons liegt der Nationalpark Podocarpus.